# 嵐的大挑戰
《交給嵐吧》（常譯作「嵐即興挑戰」或「交給嵐吧」）是日本電視台於週六21:00-21:54（JST）播出的綜藝節目， (NTV)播出。台灣緯來日本台的播出名稱為「嵐的大挑戰」。由嵐主持，並有2名女助手「Funky Girls」協助。2010年4月24日開始播出，2020年12月26日播出最后一集，是嵐第3個冠名全國播放的黃金時段綜藝節目。嵐對於節目內容、神秘嘉賓一無所知，而由「大哥嘉賓」主導，讓嵐在不同主題上學習的即興節目。嘉賓類型甚廣，如搞笑藝人、導演、電視製作人、演員、主持人、作家、運動員、歌手、偶像等。

## 出演人員
- 嵐

大野智、櫻井翔、相葉雅紀、二宮和也、松本潤

## 主要環節

### 節目開始 － 2013年9月7日
- 打聽傳聞（噂話を聞き込みやがれ）
節目前半的主要單元。「大哥嘉賓」（アニキゲスト）（比嵐年紀大的男性嘉賓）會帶上「大哥禮物」（アニキプレゼント）出場，嵐並會與嘉賓就他的傳聞進行訪談。按工作人員的旨意，偶爾會出現「即興mission」讓嵐進行。
- 直傳給嵐！大哥的三道秘訣！（嵐に直伝!アニキの三か条!）
節目後半的主要單元。大哥嘉賓將向嵐的成員傳授與自己有關的三道秘訣。會有專業主持的藝人或原日本電視台主播作為佈景嘉賓登場進行主持。在沒有佈景嘉賓的時候，環節會由現役日本電視台主播進行主持。還有，亦有例子是曾作為大哥嘉賓登場的藝人，在日後再以佈景嘉賓的身份於節目內登場[1]，相反亦有曾經以佈景嘉賓登場的藝人日後再以大哥嘉賓的身份登場[2]。
- 轉換佈景（ザ・セット 回転しやがれ）
「直傳給嵐！大哥的三道秘訣！」單元中最常出現的環節。通常由大哥嘉賓請櫻井喊出「轉換佈景」的指令，Funky Girls 就會拉動手桿讓舞台進行180度旋轉，展現出另一個佈景（環節最初有播出拉動手桿的畫面，後來取消了播出這畫面）。之後的環節就會在這一個新出現的佈景中繼續進行。偶爾有環節需要眾人更換衣服配合佈景主題，此時會有「換衣時間」讓眾人到另一房間更換衣服。
- 虛擬隨便系統（バーチャルぶらりシステム）
由櫻井或佈景嘉賓所宣稱的「由日本電視台集中全力所造出的」、「結集了精密技術的」一個系統。此系統是在嵐的成員和大哥嘉賓面前擺放監視器，眾人一邊看著監視器的映像（例如介紹大哥嘉賓特別在意的地方等）一邊進行虛擬散步。嵐的成員會隨著監視器映像的腳步踏步，並模擬實行映像中的行動（例如監視器播放瀑布修行的映像，眾人亦會模仿正被瀑布水流沖擊的感覺）。此外這一環節的標題標誌亦是模仿自同台的旅遊節目《隨便中途下車之旅》（ぶらり途中下車の旅）。
- 原來是這樣！
於課室佈景中，以猜謎形式介紹大哥嘉賓的故鄉，或者他有強烈感覺的地方的環節。標題上的每次會寫為大哥嘉賓的出身地（例如大泉洋為大哥嘉賓的一集，環節標題為「原來如此！北海道」）。課室佈景的窗戶外景色每次都會對應嘉賓的出身地而有所更改。環節的標題標誌亦是模仿自朝日電視台的節目《原來是這樣！能向池上彰學習的新聞》（そうだったのか!池上彰の学べるニュース）。
- 與未知相遇（未知との遭遇しやがれ）
嵐的其中一位成員進入小單間房中與專業人士單獨面對面會面（2010年7月24日播出的一集由相葉及大野兩人共同出演），學習他們成功的秘訣，並在外景中實踐。2011年6月18日、9月10日和12月17日播出的數集，為一小時節目全由「與未知相遇」單元所組成的「與超未知大相遇的特別篇」。
- 熟男風度相談所（ダンディズム相談所）
於2010年9月25日播出的秋季特別篇開始出現。曾於「與未知相遇」單元出場的專業人士，會被稱為「教父」（男性嘉賓）或「教母」（女性嘉賓），將協助解決嵐的成員所提出，一些像尿尿小童一樣小孩子一般的煩惱。每次提出最有小孩子感覺的煩惱的嵐成員會被授予尿尿小童的小型雕塑，成為「Best of 小童」（ベスト・オブ・小僧）。
- 荒野的十人（荒野の十人しやがれ）
2011年10月8日播出的秋季特別篇開始出現的對決環節。佈景設計成西部牛仔風格，嵐的五人為「嵐槍手」，與作為佈景嘉賓登場的五名藝人「藝人Western」進行料理對決。製作的料理會分成五個製作階段，每組的一個人負責一個階段。料理的評審將由被稱為「保安官」的一位專業廚師負責，他會決定兩隊的勝負。由環節開始直至包括2012年3月17日播出的四次比賽均由嵐所勝出，之後同年5月5日播出的一次比賽中嵐首次落敗。直至2012年5月26日為止播出的六次比賽中，嵐的戰績為5勝1負。

### 2013年9月14日 － 2015年3月14日
- 東京好店麻煩店（東京イイ店クドイ店）
2013年5月4日開始的環節。由嵐其中的兩名成員出演。是代替「與未知相遇」的外景環節。由UNJASH的渡部建和博多華丸・大吉的博多大吉交互擔任主持。眾人會訪尋有強烈個性的店主，而又有美味料理的食店。
- Ninomi屋（ニノミ屋）
2013年10月19日開始的環節，在日語當中「二宮」與「Ninomi屋」的發音完全相同。由二宮担任主持，於本環節嵐的其他成員會稱呼二宮為「Ninomi先生」（ニノミさん）。環節是模仿同台的新聞資訊節目《情報直擊 宮根屋》（情報ライブ ミヤネ屋）。本環節會介紹嘉賓是個怎樣的人，和解開嘉賓人生至今中走過的路。環節實現了二宮自己在改版後現場直播的首集（2013年9月14日）中提出的「最終希望能夠做到Ninomi屋」的願望。與正式的《情報直擊 宮根屋》一樣，二宮會於介紹嘉賓的資訊版上逐漸撕開貼紙介紹隱藏的訊息。直至2013年12月21日為止環節標題為「情報直擊 Ninomi屋」，而由2014年1月18日至5月31日為止環節標題則改為「情報之嵐 Ninomi屋」。2015年1月17日開始本環節開始播出特別版「打算要知道的!?」（知ってるつもり!?）。此特別版會以VTR及紙板形式介紹嘉賓從超基本到極深入的訊息。
- 嵐所不知道的民意調查（嵐の知らない世論調査）
2014年1月18日開始的環節。主要由櫻井擔任主持。錄影廠內會集合一眾擁有某一共通點的人，嵐的成員會向他們提出各式各樣的疑問與質問，從而探討社會的動向。
- 相葉嚓嚓地調查了！Yo！做過了頭屋！（相葉がサクッと調べた！ よっ！やりすぎ屋！）
2014年3月1日開始的環節。由相葉擔任主持。相對與「Ninomi屋」般深入調查的風格不同，是快速地調查事件的環節。相葉的資訊版是全自動方式滾動，而且根據嘉賓的氣氛資訊版會有不同裝飾（例如介紹有村架純的資訊版有櫻花裝飾）。但是相葉手持的提示紙版則是由工作人員自動給予。於本環節嵐的其他成員會稱呼相葉為「做過了頭君」（やりすぎくん）。
- 課外學習（課外授業）
2014年4月5日開始的環節。由相葉擔任主持。相葉於環節起初不會出場，直至他讀出該次環節標題的時候才會以「雅紀」的名稱登場進行主持。這是讓嵐的成員與嘉賓一起學習「嘉賓憧憬能做的事」「嘉賓的興趣」的環節。環節開始當初直至2014年7月5日為止是特別限定的計劃、基本上由二宮主持，是為了增加大家的男子氣概而去到充滿男人味道的地方實行「男人味道課外學習」，進行磨練的單元。從2014年8月9日開始昇格成為不定期的常規單元，並實行上述提及的環節內容。
- 密會
2014年6月7日開始的環節。是嵐的成員與嘉賓一起進行的環節。是嵐的一眾成員來到東京都内某地方，開始以「打擾了我們是嵐…」進入嘉賓的房間，與嘉賓進行密會，從中展現嘉賓私下的一面。房間內設置了數台固定的攝影機，加上主要由二宮所持的手提攝影機拍攝房間內的情況，密會過程中工作人員不會進入房間。直到現在密會的場所多是居酒屋，除此之外亦有於餐廳、回轉壽司店、燒肉店等地方進行密會。環節開始當初每週均會進行，直至2014年8月「課外學習」昇格成為不定期的常規單元之後，本環節亦變成不定期的常規單元。

### 2015年4月11日 －
- 松本潤的THIS IS MJ（松本潤のTHIS IS MJ）
2015年4月11日開始的環節。是被稱為MJ的松本潤，為了被他人稱讚帥氣而挑戰各種事情讓身體動起來的計劃。
- 相葉雅紀的代行調查（相葉雅紀の代行調査）
2015年4月11日開始的環節。是被世間的人寄與眾多想予以確認，而又無法確認的疑問，由相葉代替你代為解決而努力調查的計劃。
- 二宮和也的小小野心（二宮和也の小っちゃな野望）
2015年4月11日開始的環節。是二宮為了世間，為了他人，並且為了自己，而希望實現各種各様野心（想要做的事）所進行的計劃。
- 大野智的試著做吧（大野智の作ってみよう）
2015年4月11日開始的環節。是讓擁有靈巧雙手的大野學習各種物件的做法，並學會物品等製作技術的計劃。
- 日本再發現！櫻井翔的喬裝旅行（ニッポン再発見！櫻井翔のお忍び旅行）
2015年4月18日開始的環節。是讓平日十分忙碌的櫻井翔，能在穿著上令人不被注意的情況之下去旅行的計劃。
- 日本再發現！櫻井翔的突擊採訪（ニッポン再発見！櫻井翔のいきなり取材）
2016年6月4日開始的環節。是櫻井翔自己提出的計劃，不再變裝而是由突然到訪的形式到日本各地旅行。
- 日本再發現！８小時的翔旅行（ニッポン再発見！８時間の翔旅行）
2017年2月4日開始的環節。因為之前的いきなり取材常常因為沒有事先計畫而失敗，所以櫻井翔決定更換方式企圖創造雙贏。
- 365日都是特別篇！嵐Calender（365日をスペシャルに!嵐カレンダー）
2015年4月11日開始的環節。是讓嵐的一眾成員去慶祝一些無聲無息過去了、不太被關注的紀念日的計劃。
- 美食生死戰（○○デスマッチ～！）
2015年11月28日開始的環節。嘉賓企劃。
- 隱屋ARASHI（隠れ家A R A S H I）
2016年11月19日開始的環節。都內某地，這裡是現在只允許現在被街談巷議感興趣的人入店的秘密Bar。以秘密Bar形式，讓嵐成員輪流當店主，打探來賓的另外一面。
- しやがれ紀念館（しやがれ記念館）
2017年4月15日開始的環節。是展示嘉賓的寶物或凝聚著特別意義的物品的紀念館。圍繞者各種展示品來詢問軼事，了解嘉賓至今為止的人生。

## 外部連結
- 官方網頁 （页面存档备份，存于）

## 節目的變遷
| 日本日本電視台 周六21:00 - 21:54 | 日本日本電視台 周六21:00 - 21:54            | 日本日本電視台 周六21:00 - 21:54 |
| -------------------------------- | ------------------------------------------- | -------------------------------- |
|                                  | 嵐的大挑戰 （2010年4月24日-2020年12月26日） |                                  |
| —                                | 1亿3000万人的SHOW频道                       |                                  |

| 臺灣緯來日本台 | 臺灣緯來日本台 | 臺灣緯來日本台 |
| -------------- | -------------- | -------------- |
|                | 嵐的大挑戰     |                |
| —              | —              |                |

1. ↑  例如千原Junior和後藤輝基、綾部祐二等人
2. ↑  例如中田敦彥等人